# Habronattus hallani
Habronattus hallani là một loài nhện trong họ Salticidae.
Loài này thuộc chi Habronattus. Habronattus hallani được Richman miêu tả năm 1973.